# Иркутская епархия
Ирку́тская епа́рхия — епархия Русской православной церкви, объединяющая приходы и монастыри в южной части Иркутской области (в границах Иркутского, Аларского, Ангарского, Баяндаевского, Боханского, Жигаловского, Заларинского, Качугского, Нукутского, Ольхонского, Осинского, Слюдянского, Усольского, Усть-Удинского, Черемховского, Шелеховского и Эхирит-Булагатского районов). Входит в состав Иркутской митрополии.
Правящий архиерей — митрополит Максимилиан (Клюев) (с 26 декабря 2019 года).

## История
Учреждена в 1707 году как викариатство Тобольской митрополии с титулованием викарного епископа Иркутским и Нерчинским. С 1727 года становится самостоятельной епархией.
Обширная епархия, с 1731 года включавшая и Якутский уезд, простиралась изначально на всю Сибирь и Дальний Восток России, а с присоединением Аляски — и на Американский континент. В декабре 1840 года из неё была выделена Камчатская, Курильская и Алеутская епархия, которой 26 июня 1852 года была переподчинена Якутская область.
28 января 1894 года было создано Читинское викариатство и 12 марта того же года выделено в самостоятельную епархию. Так к началу XX века Иркутская епархия входит в границы, схожие с современными. В 1912 году в Иркутской епархии было 326 церквей, 205 часовен и молитвенных домов, 4 монастыря, 283 священника и 77 диаконов.
После революции 1917 года под нажимом богоборческой власти духовные заведения Сибири и Дальнего Востока уничтожали и закрывали. Местные епархии также упраздняют, их территория вновь входит в Иркутскую, по большей части в 1930-х годах. Саму Иркутскую епархию постигает та же участь, но ненадолго — в 1943 году она была восстановлена.
Между 1945 и 1949 годами независимое существование имела Хабаровская епархия для Дальнего Востока, но после этого иркутские владыки приняли управление над вдовствующей Дальневосточной кафедрой.
До конца советского периода Иркутская епархия была самой обширной в Русской православной церкви и простиралась до самых восточных пределов России. Как отмечал митрополит Алексий (Кутепов), служивший в епархии в 1970-е годы, «простиралась от Енисея до Тихого океана и до Японии. Несколько суток поездом ехать было из Москвы до Иркутска и столько же потом от Иркутска до Владивостока. А если заезжать ещё и на другие приходы — сколько нужно было времени!». Это не означает, что епархия в 1950—1980-е годы имела много приходов. В 1958 году в Иркутской епархии было 20 православных приходов, в том числе 14 храмов в Иркутской области, по 2 церкви в Бурятской АССР, Якутской АССР и Читинской области. Численность духовенства на территории Иркутской области по годам была следующей: 1954 год — 29 чел., 1958 год — 31 чел., 1969 год — 22 чел, 1985 год — 23 чел.
Только в 1988 году Хабаровская кафедра на территории Дальнего Востока вновь обособилась. В 1993 году из ведения Иркутской кафедры была также выделена самостоятельная Якутская епархия, в 1994 году — Читинская епархия.
5 октября 2011 года из состава Иркутской епархии выделены Братская и Саянская епархии. 6 октября Братская, Иркутская и Саянская епархии включены в состав новообразованной Иркутской митрополии.

## Названия
- Иркутская и Нерчинская (декабрь 1706 — ?)
- Иркутская, Нерчинская и Якутская (31 мая 1816 — 26 июня 1852)
- Иркутская и Нерчинская (26 июня 1852 — 12 марта 1894)
- Иркутская и Верхоленская (с 12 марта 1894)
- Иркутская и Читинская (1943 — 21 апреля 1994)
- Иркутская и Ангарская (21 апреля 1994 — 4 октября 2011)
- Иркутская (с 5 октября 2011)

## Епископы
Иркутское и Нерчинское викариатство Тобольской митрополии
- Варлаам (Коссовский) (15 декабря 1706 — 21 января 1714)

Иркутская епархия
- Игнатий (Смола) (8 сентября — 1 октября 1721)
- Иннокентий (Кульчицкий) (8 августа 1727 — 26 ноября 1731)
- Иннокентий (Нерунович) (25 ноября 1732 — 26 июля 1747)
- Софроний (Кристалевский) (18 апреля 1753 — 30 марта 1771)
- Михаил (Миткевич) (2 августа 1772 — 1 августа 1789)
- Вениамин (Багрянский) (9 сентября 1789 — 8 июня 1814)
- Михаил (Бурдуков) (18 сентября 1814 — 5 июня 1830)
- Ириней (Нестерович) (26 июля 1830 — 18 мая 1831)
- Мелетий (Леонтович) (18 июня 1831 — 22 июня 1835)
- Иннокентий (Александров) (22 июля 1835 — 23 апреля 1838)
- Нил (Исакович) (23 апреля 1838 — 24 декабря 1853)
- Афанасий (Соколов) (24 декабря 1853 — 3 ноября 1856)
- Евсевий (Орлинский) (3 ноября 1856 — 29 августа 1860)
- Парфений (Попов) (13 сентября 1860 — 21 января 1873)
- Вениамин (Благонравов) (31 марта 1873 — 2 февраля 1892)
- Макарий (Дарский) (1892) в/у, епископ Селенгинский
- Тихон (Троицкий-Донебин) (28 марта 1892 — 29 июня 1911)
- Серафим (Мещеряков) (25 июля 1911 — 11 декабря 1915)
- Иоанн (Смирнов) (26 января 1916 — 16 декабря 1918)
- Зосима (Сидоровский) (20 декабря 1918 — 29 мая 1920)
- Иаков (Пятницкий) (29 мая — 12 июля 1920)
- Анатолий (Каменский) (12 июля 1920 — 1 февраля 1924)
- Гурий (Степанов) (февраль 1924 — 10 декабря 1925)
- Иоанн (Братолюбов) (23 июля — 17 августа 1924) в/у, епископ Березовский
- Ираклий (Попов) (1925—1926) в/у, епископ Киренский
- Евсевий (Рождественский) (1926—1927) в/у, епископ Ейский
- Киприан (Комаровский) (15 сентября 1927 — 7 мая 1929) в/у, епископ Ниженеудинский
- Варсонофий (Лузин) (7 мая 1929 — 8 июля 1930)
- Дионисий (Прозоровский) (8 июля 1930 — 16 июня 1933)
- Павел (Павловский) (24 июня 1933 — 24 ноября 1937)
  - 1938—1943 — епархия вдовствовала
- Филипп (Ставицкий) (ноябрь — 25 декабря 1943) в епархии не был
- Варфоломей (Городцов) (26 февраля 1944 — 3 июня 1948) в/у, архиепископ Новосибирский и Барнаульский
- Ювеналий (Килин) (3 июня 1948 — 21 февраля 1949)
- Палладий (Шерстенников) (21 февраля 1949 — 20 февраля 1958)
- Вениамин (Новицкий) (21 февраля 1958 — 31 мая 1973)
- Владимир (Котляров) (31 мая 1973 — 17 апреля 1975)
- Серапион (Фадеев) (17 апреля 1975 — 24 апреля 1980)
- Мефодий (Немцов) (27 апреля 1980 — 16 июля 1982)
- Ювеналий (Тарасов) (16 июля 1982 — 26 декабря 1984)
- Хризостом (Мартишкин) (26 декабря 1984 — 26 января 1990)
- Вадим (Лазебный) (4 февраля 1990 — 26 декабря 2019)
- Максимилиан (Клюев) (с 26 декабря 2019 по настоящее время)

## Кафедральные соборы
| Собор                        | Посвящён                      | Изображение | Местоположение                     | Комментарий                                                                                   |
| ---------------------------- | ----------------------------- | ----------- | ---------------------------------- | --------------------------------------------------------------------------------------------- |
| Спасская церковь             | Спас Нерукотворный            |             | Иркутск, Публичный сад             | Кафедра викариатства Тобольской митрополии с 1706 по 1746                                     |
| Собор Богоявления            | Богоявление                   |             | Иркутск, улица Нижняя набережная   | Кафедральный собор с 1746 по 1894, главный кафедральный собор с 2013 года по настоящее время. |
| Казанский кафедральный собор | Казанская икона Божией Матери |             | Иркутск, площадь Графа Сперанского | Кафедральный собор с 1894 по 1920. Снесён в 1932 году                                         |
| Крестовоздвиженская церковь  | Воздвижение Креста Господня   |             | Иркутск, улица Седова              | Выполняла функции Кафедрального собора в периоды Советского времени: 1929—1936 и 1948—1991    |
| Знаменский собор             | Пресвятая Богородица          |             | Иркутск, улица Ангарская           | Выполнял функции Кафедрального собора епархии с 1991 года по 2013 год                         |
| Свято-Троицкий собор         | Святая Троица                 |             | Ангарск, улица Чайковского         | Второй Кафедральный собор епархии с 2006 года                                                 |

## Викариатства
- Кадьякское (недейств.)
- Читинское (ныне самостоятельная епархия)
- Селенгинское (недейств.)
- Киренское (недейств.)
- Нижнеудинское (недейств.)

## Благочиния
По состоянию на октябрь 2022 года епархия разделена на 12 церковных округов:
- 1-е (соборное) благочиние города Иркутска
- 2-е благочиние города Иркутска
- 3-е благочиние города Иркутска
- 4-е благочиние города Иркутска
- 1-е Иркутское районное благочиние
- 2-е Иркутское районное благочиние
- Ангарское благочиние
- Верхоленское благочиние (Качугский и Жигаловский районы)
- Усольское благочиние
- Усть-Ордынское благочиние (Аларский, Баяндаевский, Боханский, Нукутский, Осинский и Эхирит-Булагатский районы)
- Черемховское благочиние (Усть-Удинский и Черемховский районы)
- Шелеховское благочиние (Слюдянский и Шелеховский районы)